# Campeonato Mundial de Netball Sub-21 de 2013
El Campeonato Mundial de Netball Sub-21 de 2013 fue la VII edición del Campeonato Mundial de Netball Sub-21. Se disputó en la ciudad de Glasgow, (Escocia) entre el 22 al 31 de agosto de 2013.

## Formato
El torneo se compuso de 70 juegos, en un período de 10 días. Cada equipo jugó 7 juegos, para ubicarse del primero al vigésimo lugar, como resultado de ello.
La primera fase agrupó a los 20 equipos en cuatro grupo de cinco selecciones, para jugar un sistema simple de todos contra todos. Al final de la primera fase, se disputaron tres seccionesː 
- Sección 3ː los equipos ubicados en la quinta posición de cada grupo, disputaron un grupo para dirimir los puestos del 17.º al 20.º lugar
- Sección 2ː los equipos ubicados en la tercera y cuarta posición, disputaron los puestos del 9.º al 16.º lugar, mediante un sistema de eliminación.
- Sección 1ː los equipos ubicados en el primer y segundo lugar de cada grupo, disputaron los puestos del 1.er al 8.º lugar, mediante un sistema de eliminación.

## Equipos participantes
| Equipos participantes                   | Equipos participantes                                            | Equipos participantes                    | Equipos participantes                                   |
| Grupo A                                 | Grupo B                                                          | Grupo C                                  | Grupo D                                                 |
| --------------------------------------- | ---------------------------------------------------------------- | ---------------------------------------- | ------------------------------------------------------- |
| Sudáfrica Australia Fiyi Namibia Israel | Nueva Zelanda Trinidad y Tobago Irlanda del Norte Bermudas Malta | Jamaica Gales Samoa Escocia Islas Caimán | Inglaterra Barbados Singapur Papúa Nueva Guinea Irlanda |

## Sección de grupos

### Grupo A
| Pos | País      | JJ | JG | JE | JP | PF  | PC  | Pts |
| --- | --------- | -- | -- | -- | -- | --- | --- | --- |
| 1   | Australia | 4  | 4  | 0  | 0  | 344 | 82  | 8   |
| 2   | Sudáfrica | 4  | 3  | 0  | 1  | 296 | 122 | 6   |
| 3   | Fiyi      | 4  | 2  | 0  | 2  | 207 | 191 | 4   |
| 4   | Namibia   | 4  | 1  | 0  | 3  | 178 | 232 | 2   |
| 5   | Israel    | 4  | 0  | 0  | 4  | 39  | 437 | 0   |

### Grupo B
| Pos | País              | JJ | JG | JE | JP | PF  | PC  | Pts |
| --- | ----------------- | -- | -- | -- | -- | --- | --- | --- |
| 1   | Nueva Zelanda     | 4  | 4  | 0  | 0  | 380 | 53  | 8   |
| 2   | Trinidad y Tobago | 4  | 3  | 0  | 1  | 188 | 176 | 6   |
| 3   | Irlanda del Norte | 4  | 2  | 0  | 2  | 181 | 221 | 4   |
| 4   | Bermudas          | 4  | 1  | 0  | 3  | 119 | 254 | 2   |
| 5   | Malta             | 4  | 0  | 0  | 4  | 195 | 271 | 0   |

### Grupo C
| Pos | País         | JJ | JG | JE | JP | PF  | PC  | Pts |
| --- | ------------ | -- | -- | -- | -- | --- | --- | --- |
| 1   | Jamaica      | 4  | 4  | 0  | 0  | 298 | 101 | 8   |
| 2   | Gales        | 4  | 3  | 0  | 1  | 278 | 149 | 6   |
| 3   | Samoa        | 4  | 2  | 0  | 2  | 176 | 184 | 4   |
| 4   | Escocia      | 4  | 1  | 0  | 3  | 170 | 209 | 2   |
| 5   | Islas Caimán | 4  | 0  | 0  | 4  | 59  | 339 | 0   |

### Grupo D
| Pos | País               | JJ | JG | JE | JP | PF  | PC  | Pts |
| --- | ------------------ | -- | -- | -- | -- | --- | --- | --- |
| 1   | Inglaterra         | 4  | 4  | 0  | 0  | 326 | 74  | 8   |
| 2   | Barbados           | 4  | 3  | 0  | 1  | 218 | 159 | 6   |
| 3   | Singapur           | 4  | 2  | 0  | 2  | 204 | 197 | 4   |
| 4   | Papúa Nueva Guinea | 4  | 1  | 0  | 3  | 167 | 180 | 2   |
| 5   | Irlanda            | 4  | 0  | 0  | 4  | 39  | 304 | 0   |

## Sección 3

### Del 17.º al 20.º lugar
| Día   | Selección    | Resultado | Selección    |
| 28-08 | Israel       | 28-69     | Malta        |
| 28-08 | Islas Caimán | 62-26     | Irlanda      |
| 29-08 | Israel       | 26-71     | Islas Caimán |
| 29-08 | Malta        | 67-17     | Irlanda      |
| 30-08 | Israel       | 37-47     | Irlanda      |
| 30-08 | Malta        | 48-49     | Islas Caimán |

## Sección 2
|  | Primera Serie | Primera Serie      | Primera Serie |         |         | Segunda serie | Segunda serie | Segunda serie |         |            | 9.º lugar  | 9.º lugar  | 9.º lugar |  |
|  |               |                    |               |         |         |               |               |               |         |            |            |            |           |  |
|  |               |                    |               |         |         |               |               |               |         |            |            |            |           |  |
|  | 4             | Fiyi               | 60            |         |         |               |               |               |         |            |            |            |           |  |
|  | 4             | Fiyi               | 60            |         |         |               |               |               |         |            |            |            |           |  |
|  | 1             | Papúa Nueva Guinea | 48            |         |         |               |               |               |         |            |            |            |           |  |
|  | 1             | Papúa Nueva Guinea | 48            |         | Fiyi    | Fiyi          | 67            |               |         |            |            |            |           |  |
|  |               |                    |               |         | Fiyi    | Fiyi          | 67            |               |         |            |            |            |           |  |
|  |               |                    | Namibia       | Namibia | 49      |               |               |               |         |            |            |            |           |  |
|  | 5             | Singapur           | Namibia       | Namibia | 49      | 45            |               |               |         |            |            |            |           |  |
|  | 5             | Singapur           |               |         |         |               |               |               |         |            |            |            |           |  |
|  | 4             | Namibia            | 56            |         |         |               |               |               |         |            |            |            |           |  |
|  | 4             | Namibia            | 56            |         |         |               |               |               |         | Fiyi       | Fiyi       | 52         |           |  |
|  |               |                    |               |         |         |               |               |               |         | Fiyi       | Fiyi       | 52         |           |  |
|  |               |                    | Samoa         | Samoa   | 48      |               |               |               |         |            |            |            |           |  |
|  | 3             | Irlanda del Norte  | Samoa         | Samoa   | 48      | 42            |               |               |         |            |            |            |           |  |
|  | 3             | Irlanda del Norte  |               |         |         |               |               |               |         |            |            |            |           |  |
|  | 6             | Escocia            | 50            |         |         |               |               |               |         |            |            |            |           |  |
|  | 6             | Escocia            | 50            |         | Escocia | Escocia       | 50            |               |         | 11.º lugar | 11.º lugar | 11.º lugar |           |  |
|  |               |                    |               |         | Escocia | Escocia       | 50            |               |         | 11.º lugar | 11.º lugar | 11.º lugar |           |  |
|  |               |                    | Samoa         | Samoa   | 35      |               |               |               |         |            |            |            |           |  |
|  | 7             | Samoa              | Samoa         | Samoa   | 35      | 60            |               |               | Namibia | Namibia    | 51         |            |           |  |
|  | 7             | Samoa              |               |         |         |               |               |               | Namibia | Namibia    | 51         |            |           |  |
|  | 2             | Bermudas           | 40            |         |         |               |               |               |         |            | Escocia    | Escocia    | 48        |  |
|  | 2             | Bermudas           | 40            |         |         |               |               |               |         |            | Escocia    | Escocia    | 48        |  |
|  |               |                    |               |         |         |               |               |               |         |            |            |            |           |  |

### Del 13.º al 16.º lugar
|  | Segunda serie B | Segunda serie B    | Segunda serie B   |                   |                    | 13.er lugar        | 13.er lugar | 13.er lugar |  |
|  |                 |                    |                   |                   |                    |                    |             |             |  |
|  |                 |                    |                   |                   |                    |                    |             |             |  |
|  | 4               | Papúa Nueva Guinea | 49                |                   |                    |                    |             |             |  |
|  | 4               | Papúa Nueva Guinea | 49                |                   |                    |                    |             |             |  |
|  | 1               | Singapur           | 46                |                   |                    |                    |             |             |  |
|  | 1               | Singapur           | 46                |                   | Papúa Nueva Guinea | Papúa Nueva Guinea | 41          |             |  |
|  |                 |                    |                   |                   | Papúa Nueva Guinea | Papúa Nueva Guinea | 41          |             |  |
|  |                 |                    | Irlanda del Norte | Irlanda del Norte | 52                 |                    |             |             |  |
|  | 3               | Irlanda del Norte  | Irlanda del Norte | Irlanda del Norte | 52                 | 53                 |             |             |  |
|  | 3               | Irlanda del Norte  |                   |                   |                    | 53                 |             |             |  |
|  | 2               | Bermudas           | 22                |                   |                    | 15.º lugar         | 15.º lugar  | 15.º lugar  |  |
|  | 2               | Bermudas           | 22                |                   |                    | 15.º lugar         | 15.º lugar  | 15.º lugar  |  |
|  |                 |                    |                   |                   |                    |                    |             |             |  |
|  |                 |                    |                   |                   |                    | Singapur           | Singapur    | 56          |  |
|  |                 |                    |                   |                   |                    | Singapur           | Singapur    | 56          |  |
|  |                 |                    |                   |                   |                    | Bermudas           | Bermudas    | 49          |  |
|  |                 |                    |                   |                   |                    | Bermudas           | Bermudas    | 49          |  |
|  |                 |                    |                   |                   |                    |                    |             |             |  |

## Sección 1
|  | Cuartos de final | Cuartos de final  | Cuartos de final |               |               | Semifinales   | Semifinales | Semifinales |            |            | Final      | Final      | Final |  |
|  |                  |                   |                  |               |               |               |             |             |            |            |            |            |       |  |
|  |                  |                   |                  |               |               |               |             |             |            |            |            |            |       |  |
|  | 1A               | Australia         | 79               |               |               |               |             |             |            |            |            |            |       |  |
|  | 1A               | Australia         | 79               |               |               |               |             |             |            |            |            |            |       |  |
|  | 2D               | Barbados          | 14               |               |               |               |             |             |            |            |            |            |       |  |
|  | 2D               | Barbados          | 14               |               | Australia     | Australia     | 67          |             |            |            |            |            |       |  |
|  |                  |                   |                  |               | Australia     | Australia     | 67          |             |            |            |            |            |       |  |
|  |                  |                   | Inglaterra       | Inglaterra    | 33            |               |             |             |            |            |            |            |       |  |
|  | 5                | Inglaterra        | Inglaterra       | Inglaterra    | 33            | 45            |             |             |            |            |            |            |       |  |
|  | 5                | Inglaterra        |                  |               |               |               |             |             |            |            |            |            |       |  |
|  | 4                | Sudáfrica         | 33               |               |               |               |             |             |            |            |            |            |       |  |
|  | 4                | Sudáfrica         | 33               |               |               |               |             |             |            | Australia  | Australia  | 47         |       |  |
|  |                  |                   |                  |               |               |               |             |             |            | Australia  | Australia  | 47         |       |  |
|  |                  |                   | Nueva Zelanda    | Nueva Zelanda | 52            |               |             |             |            |            |            |            |       |  |
|  | 3                | Jamaica           | Nueva Zelanda    | Nueva Zelanda | 52            | 64            |             |             |            |            |            |            |       |  |
|  | 3                | Jamaica           |                  |               |               |               |             |             |            |            |            |            |       |  |
|  | 6                | Trinidad y Tobago | 32               |               |               |               |             |             |            |            |            |            |       |  |
|  | 6                | Trinidad y Tobago | 32               |               | Nueva Zelanda | Nueva Zelanda | 53          |             |            | 3.er lugar | 3.er lugar | 3.er lugar |       |  |
|  |                  |                   |                  |               | Nueva Zelanda | Nueva Zelanda | 53          |             |            | 3.er lugar | 3.er lugar | 3.er lugar |       |  |
|  |                  |                   | Jamaica          | Jamaica       | 44            |               |             |             |            |            |            |            |       |  |
|  | 7                | Nueva Zelanda     | Jamaica          | Jamaica       | 44            | 79            |             |             | Inglaterra | Inglaterra | 33         |            |       |  |
|  | 7                | Nueva Zelanda     |                  |               |               |               |             |             | Inglaterra | Inglaterra | 33         |            |       |  |
|  | 2                | Gales             | 41               |               |               |               |             |             |            |            | Jamaica    | Jamaica    | 52    |  |
|  | 2                | Gales             | 41               |               |               |               |             |             |            |            | Jamaica    | Jamaica    | 52    |  |
|  |                  |                   |                  |               |               |               |             |             |            |            |            |            |       |  |

### Del 5.º al 8.º lugar
|  | 5.º al 8.º | 5.º al 8.º        | 5.º al 8.º |       |           | 5.º lugar         | 5.º lugar         | 5.º lugar |  |
|  |            |                   |            |       |           |                   |                   |           |  |
|  |            |                   |            |       |           |                   |                   |           |  |
|  | 4          | Barbados          | 20         |       |           |                   |                   |           |  |
|  | 4          | Barbados          | 20         |       |           |                   |                   |           |  |
|  | 1          | Sudáfrica         | 59         |       |           |                   |                   |           |  |
|  | 1          | Sudáfrica         | 59         |       | Sudáfrica | Sudáfrica         | 54                |           |  |
|  |            |                   |            |       | Sudáfrica | Sudáfrica         | 54                |           |  |
|  |            |                   | Gales      | Gales | 48        |                   |                   |           |  |
|  | 3          | Gales             | Gales      | Gales | 48        | 61                |                   |           |  |
|  | 3          | Gales             |            |       |           | 61                |                   |           |  |
|  | 2          | Trinidad y Tobago | 54         |       |           | 7.º lugar         | 7.º lugar         | 7.º lugar |  |
|  | 2          | Trinidad y Tobago | 54         |       |           | 7.º lugar         | 7.º lugar         | 7.º lugar |  |
|  |            |                   |            |       |           |                   |                   |           |  |
|  |            |                   |            |       |           | Barbados          | Barbados          | 52        |  |
|  |            |                   |            |       |           | Barbados          | Barbados          | 52        |  |
|  |            |                   |            |       |           | Trinidad y Tobago | Trinidad y Tobago | 45        |  |
|  |            |                   |            |       |           | Trinidad y Tobago | Trinidad y Tobago | 45        |  |
|  |            |                   |            |       |           |                   |                   |           |  |

| Nueva Zelanda         |
| Campeón Nueva Zelanda |
| Tercer título         |